# GSC1870-1678
GSC1870-1678 — хімічно пекулярна зоря спектрального класу A0, що має видиму зоряну величину в смузі V приблизно 11,0.